# Lipnik (gmina)

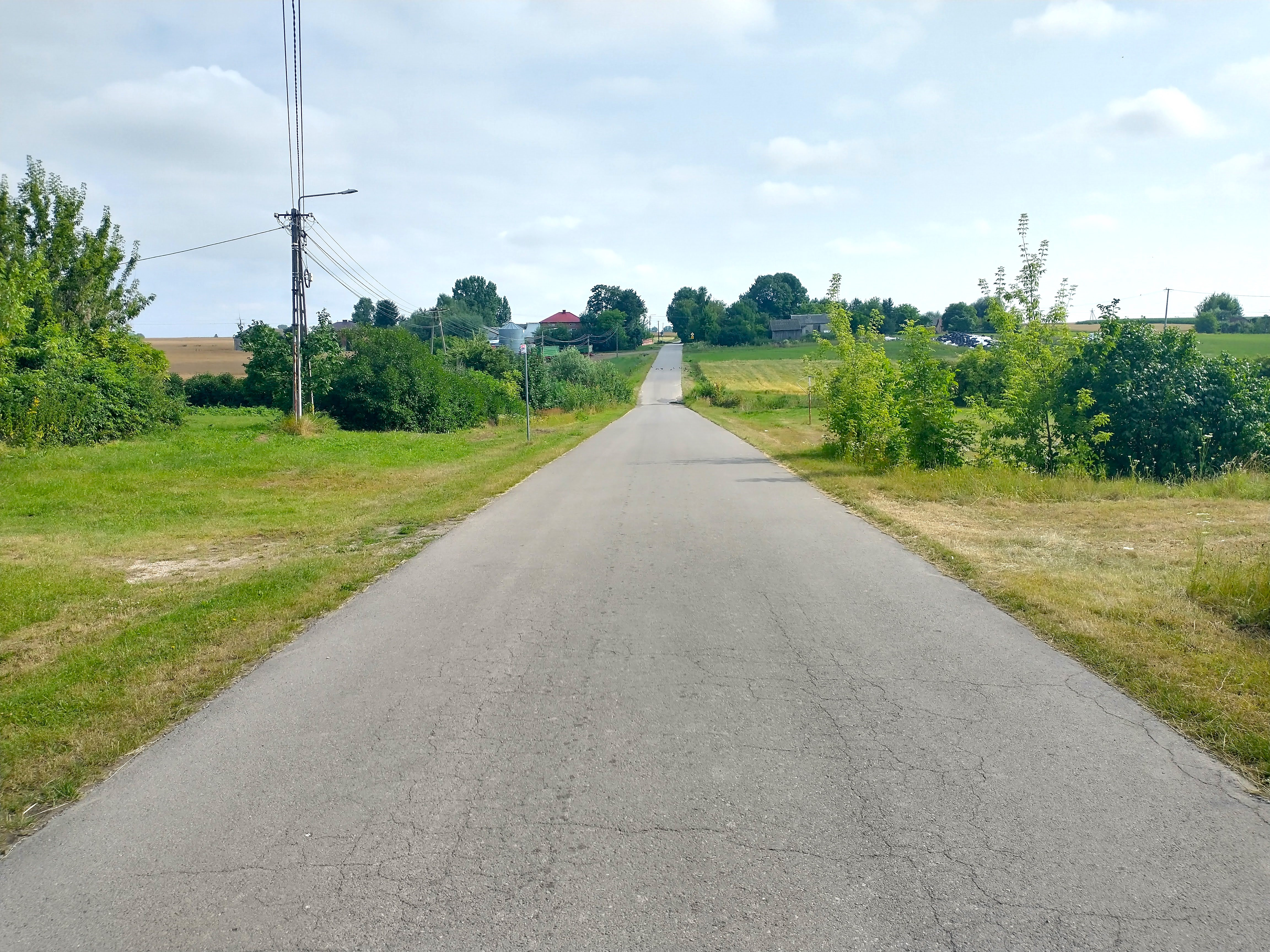
Krajobraz gminy w rejonie Ublinka

Lipnik – gmina wiejska w województwie świętokrzyskim, w powiecie opatowskim. W latach 1975–1998 gmina położona była w województwie tarnobrzeskim.
Siedziba gminy to Lipnik.
Według danych z 30 czerwca 2004 gminę zamieszkiwało 5855 osób. Natomiast według danych z 31 grudnia 2019 roku gminę zamieszkiwało 5260 osób.

## Struktura powierzchni
Według danych z roku 2002 gmina Lipnik ma obszar 81,7 km², w tym:
- użytki rolne: 89%
- użytki leśne: 4%

Gmina stanowi 8,96% powierzchni powiatu.

## Demografia

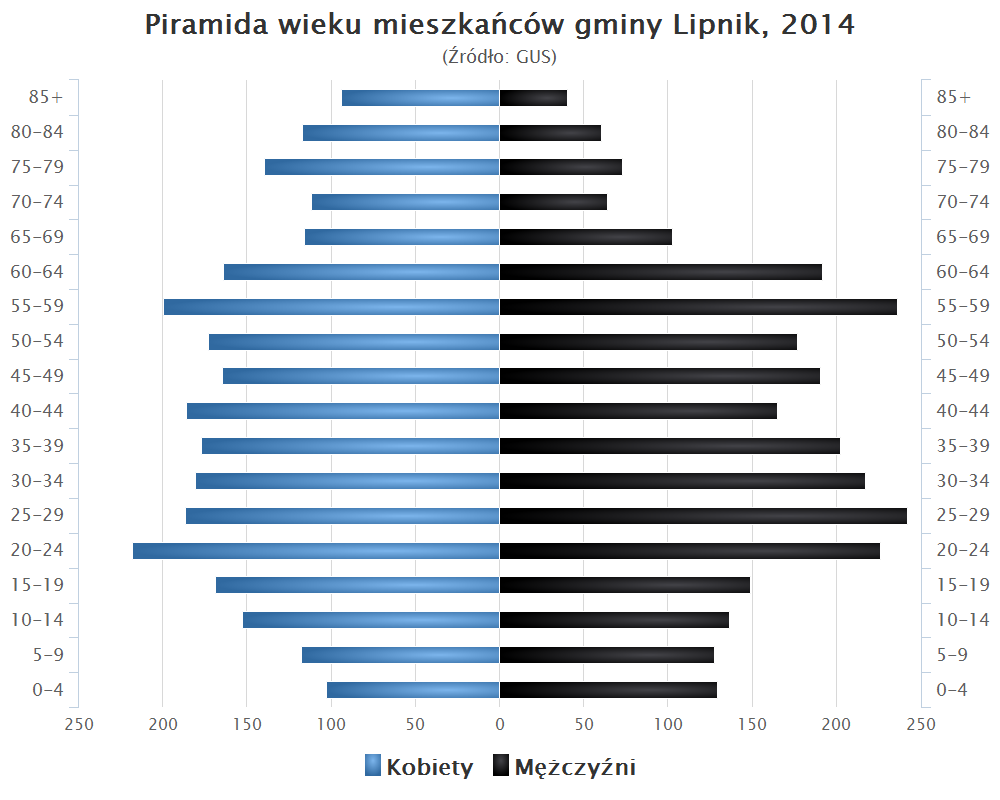
Piramida wieku mieszkańców gminy Lipnik w 2014 roku

Dane z 30 czerwca 2004:
| Opis                              | Ogółem | Ogółem | Kobiety | Kobiety | Mężczyźni | Mężczyźni |
| --------------------------------- | ------ | ------ | ------- | ------- | --------- | --------- |
| jednostka                         | osób   | %      | osób    | %       | osób      | %         |
| populacja                         | 5855   | 100    | 2959    | 50,5    | 2896      | 49,5      |
| gęstość zaludnienia (mieszk./km²) | 71,7   | 71,7   | 36,2    | 36,2    | 35,4      | 35,4      |

## Sołectwa
Adamów, Grocholice, Gołębiów, Kaczyce, Kurów, Leszczków, Lipnik, Łownica, Malice Kościelne, Malżyn, Męczennice, Międzygórz, Słabuszewice, Słoptów, Sternalice, Studzianki, Swojków, Włostów, Ublinek, Usarzów, Zachoinie, Żurawniki.

## Sąsiednie gminy
Iwaniska, Klimontów, Obrazów, Opatów, Wilczyce, Wojciechowice